# Nototriche rugosa
Nototriche rugosa är en malvaväxtart som först beskrevs av Philippi, och fick sitt nu gällande namn av Arthur William Hill. Nototriche rugosa ingår i släktet Nototriche och familjen malvaväxter. Inga underarter finns listade i Catalogue of Life.